# Giuliana Marino

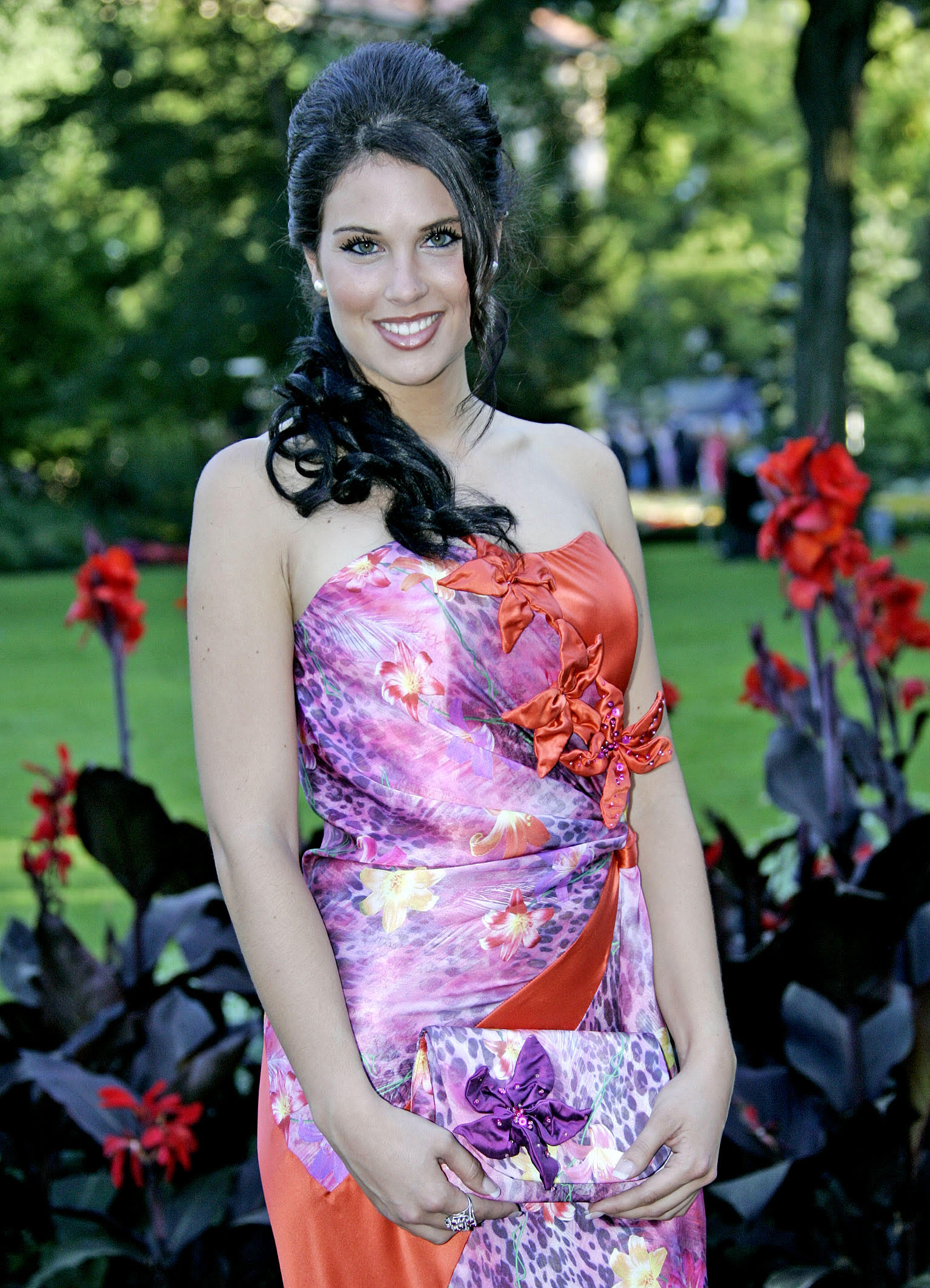
Giuliana Marino beim Sommernachtsball in Fürth (2009)

Giuliana Marino  (* 13. Mai 1986 in Nürnberg) ist ein deutsches Model.

## Leben
Marino war Playmate des Monats im April 2005 und Playmate des Jahres 2005 der deutschen Playboy-Ausgabe sowie später nach einem Treffen mit Hugh Hefner in München Playmate des Monats April 2007 der US-amerikanischen Ausgabe. Im Oktober 2007 erschien sie auf dem Titelblatt der US-Ausgabe des Playboys und trat in 6 Episoden der Doku-Soap-Serie The Girls of the Playboy Mansion auf. Von 2006 bis 2008 war sie Gast in der Playboy Mansion.
Bei Stefan Raabs TV total Turmspringen erreichte sie 2005 in der Vorrunde des Synchronspringens zusammen mit Thessa Gierer (Miss Oktober) den sechsten Platz.
Bei der Tuning World wählte sie gemeinsam mit weiteren Jurioren wie Myriel Brechtel (Miss Mai 2005) und Mitgliedern der West Cost Customs die Miss Tuning 2006.
2006 nahm sie bei der Qualifikation zum Toyota Yaris Cup im Rahmen eines Rennens auf dem Grand-Prix-Kurs des Nürburgrings teil, scheiterte jedoch bei dieser ersten Rennerfahrung. Im gleichen Jahr trat sie mit anderen Playmate Kolleginnen in der Oliver Geissen – Guinness World Records – Die größten Weltrekorde auf.
2007 trat sie in Episode 5 der Doku-Soap Das Model und der Freak auf. Ebenfalls in diesem Jahr trat sie gemeinsam mit Agnieszka Hendel (Playmate des Jahres 2006) als Startnummer 3 in der jährlichen Gumball 3000 Rallye an.
Weitere Auftritte in TV Formaten wie unter anderem der taff Wasserrutschen WM 2010 und Galileo auf ProSieben folgten.
Für die Band Lemon Ice war sie 2007 jeweils im Musikvideo der ersten Lieder „Stand by me“ und „Only you“ zu sehen.
2012 war sie in der Jury bei der Wahl zur Miss Franken Classic in Nürnberg.

## Privatleben
Marino wurde in Nürnberg als Tochter italienischer Immigranten geboren. Sie heiratete 2011 den Unternehmer Michael Kertes und nahm dessen Nachnamen an, behielt jedoch „Marino“ als Künstlernamen bei. Seit 2019 leben sie getrennt. Sie haben einen Sohn (* 2014) und eine Tochter (* 2016).
2010 begann sie ein Medizintechnik-Studium an der technischen Fakultät der Friedrich-Alexander-Universität. Sie wechselte 2011 auf die technische Hochschule, Georg-Simon-Ohm, wo sie 2016 ihren Abschluss als Bachelor of Engineering machte.

## Auswahl Playboy Magazine
Niederlande:
- PMOM - November 2005
- Special/Cover - August 2006

Ungarn:
- PMOM - Mai 2007

Polen:
- PMOM - Juni 2005
- Special - September 2007

Japan:
- PMOM - Juni 2007

Russland:
- PMOM - Dezember 2005

Ukraine:
- PMOM - Februar 2006